# Медленные волны (электрофизиология)
Ме́дленные во́лны (синонимы: основной электрический ритм, базальный электрический ритм) — периодические изменения трансмембранного потенциала мембран мышечных клеток гладких мышц, представляющие собой сменяющиеся фазы деполяризации и реполяризации.

## Медленные волны и потенциалы действия
В состоянии покоя клетки гладких мышц, сердечной мышцы или скелетных мышц, благодаря градиенту концентрации ионов по обе стороны клеточной мембраны, имеют мембранный потенциал покоя.
Медленные волны не вызывают сокращения мышц. Сокращение гладкомышечной ткани возникает только при появлении на плато медленных волн быстрых электрических колебаний — потенциалов действия (другое название потенциалов действия — спайки). Медленные волны создают в мышцах потенциал, близкий к порогу активации, что даёт возможность возникновению потенциалов действия с последующим сокращением мышечного волокна. При высокой деполяризации клеточной мембраны потенциалы действия могут инициироваться медленной волной, при низкой деполяризации потенциалы действия затухают. Потенциал действия вызывает сокращение стенки органа и повышает внутрипросветное давление в органе. Сокращения могут быть сегментарными (нераспространяющимися) и пропульсивными (распространяющимися).
Ритм медленных волн задаётся особыми водителями ритма, в которых важнейшую роль играют интерстициальные клетки Кахаля.
Параметры медленных волн в организме отличается устойчивостью. Они не изменяются под влиянием ацетилхолина, гистамина, адреналина, атропина, прокаина, морфина, кокаина, при том, что все перечисленные вещества влияют на возникновение потенциалов действия и сокращение гладких мышц.

## Медленные волны в гастроэнтерологии
Медленные волны играют важнейшую роль в моторной активности органов желудочно-кишечного тракта (ЖКТ). Разные отделы ЖКТ: кардиальный отдел желудка, тело желудка, антральный отдел желудка, пилорический канал, двенадцатиперстная кишка, тощая кишка, подвздошная кишка, различные отделы толстой кишки представляют собой независимые моторные комплексы, деятельность которых скоординирована через нервные и гуморальные механизмы. Частотные и другие характеристики медленных волн различны в разных отделах ЖКТ. 
Медленные волны распространяются вдоль желудка и кишки в каудальном направлении (от входа в орган к выходу).
Мембранный потенциал лейомиоцитов (клеток, образующих гладкую мышечную ткань) желудка равен 55—70 мВ. Средняя частота медленных волн в желудке — 2,88±0,88 циклов в минуту, амплитуда — 30-40 мВ, длительность — 7,2—8,3 с, скорость распространения — 5—6 мм в секунду. Все перечисленные значения имеют небольшой разброс для разных отделов и разных слоёв мышц желудка.
Медленные волны в двенадцатиперстной кишке имеют частоту 10-12 циклов в минуту, в тощей кишке — 9—12 циклов в минуту, в подвздошной — 6—8 циклов в минуту, в толстой кишке имеются волны с частотами около 0,6, а также 3—12 циклов в минуту.
Точное место расположение пейсмейкеров в перечисленных выше отделах ЖКТ неизвестно. Считается, что пейсмейкер желудка находится в проксимальной (ближней к пищеводу) части желудка, а пейсмейкер тонкой кишки, вероятно, в области впадения общего жёлчного протока в двенадцатиперстную кишку. Однако, при удалении участка желудка или кишечника, всегда появляется пейсмейкер, являющийся водителем ритма для нижележащих частей органа.

## Медленные волны в исследовании моторики ЖКТ
Хотя сами медленные волны не являются причиной сокращений, доказана связь между характеристиками медленных волн и особенностями моторной активности различных отделов желудочно-кишечного тракта. Медленные волны, в отличие от потенциалов действия, могут быть зарегистрированы с поверхности тела пациента неинвазивным прибором, аналогичным электрокардиографу. Такой метод диагностики называется электрогастрографией (если исследуется только желудок) или электрогастроэнтерографией (если исследуется также кишечник), иногда с прилагательным «периферическая», подчёркивающим, что речь идёт о записи электрогастро(энтеро)граммы с поверхности тела, а не вживлёнными электродами. Метод применяется при диагностике послеоперационных осложнений, гастропареза, спаечной кишечной непроходимости, мезентериального тромбоза, стенозов желудка, инфильтративного рака желудка, ишемического поражения кишечника и других патологий.